# مسجد خالد (سنغافورة)
مسجد خالد بسنغافورة (بالأبجدية الجاوية: مسجد خالد، بالإنجليزية: Masjid Khalid) هو مسجد يقع في سنغافورة. تم بناؤه في عام 1917 على أرض الوقف التي تبرع بها الحاج عبد الخالد، والذي سمي المسجد باسمه.

## التاريخ
في 1907، أنشئ مسجد خالد، على أرض ورثها الحاج عبد الخالد بن الحاج محمد طيب. ثم تبرع الحاج عبد الخالد بالأرض كوقف. في 1917، تم الانتهاء من بناء المسجد. في 1996، تم تخصيص المسجد للتجديد والتحديث. في مارس 1998، بدأت أعمال إعادة بناء المسجد، واكتملت بحلول عام 1999.